# Oversteen

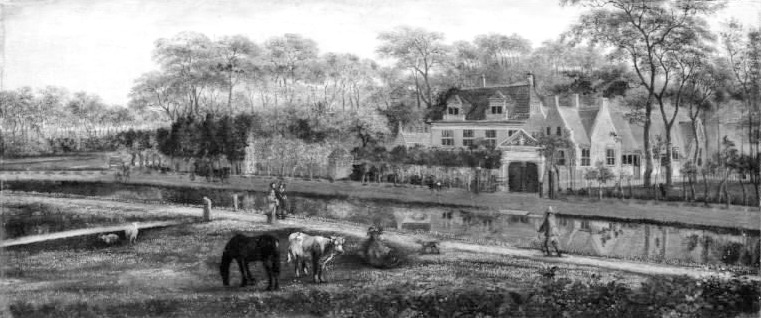
Blik op Oversteen (1633-1678). Pieter Jansz van Asch

Oversteen was een buitenplaats aan de Delftweg in de Nederlandse plaats Rijswijk (provincie Zuid-Holland). 
Oversteen lag tegenover de steenbakkerij aan de overkant van de Delftse Vliet (vandaar de naam), en nabij het tolhuis tussen Rijswijk en Delft.
In 1633 kocht de familie ’s-Gravenzande een stuk grond aan de Delftse Vliet. Zij bouwden er een herenhuis met een grote tuin. Dit moet voor 1678 gebeurd zijn, want de Delftse schilder Pieter Jansz. van Asch, die een schilderij van de buitenplaats maakte overleed namelijk in dat jaar.
De laatste eigenaar was aan het begin van de 19e eeuw mr. Boudewijn Onderwater. Na de dood van de weduwe Onderwater in 1850 werd de buitenplaats afgebroken. De huidige villa Oversteen heeft, behalve de naam, niets met de buitenplaats te maken. De villa werd namelijk ca. 1920 gebouwd.